# Capriccio nr. 1 (Bridge)
Capriccio nr. 1 is een compositie van Frank Bridge. Het werk is geschreven voor een wedstrijd georganiseerd door de van oorsprong Russische pianist Mark Hambourg, die dan ook de eerste uitvoering gaf op 20 mei 1905 in de Bechstein Hall. Er waren 96 inzendingen, maar Bridges inzending kreeg de eerste plaats te pakken. Het was een direct succes, het moest twee keer gespeeld worden en de componist werd op het podium gevraagd. Daarna verdween het in de vergetelheid. Het capriccio is vooral toegesneden op de virtuositeit van de pianist. In hetzelfde jaar zou Capriccio nr. 2 volgen.
Opvallend is dat in 1917 Bridge (altviool) en Hambourg (piano) samen in een pianokwartet het Pianokwartet van Camille Saint-Saëns opnamen.

## Discografie
- Uitgave Somm: Mark Bebbington
- Uitgave Continuum: Peter Jacobs